# Mallenahalli, Sidlaghatta
Mallenahalli là một làng thuộc tehsil Sidlaghatta, huyện Chikkaballapur, bang Karnataka, Ấn Độ.